# Морозовка (Красногорский район)
Моро́зовка — деревня в Лотаковском сельском поселении Красногорского района Брянской области.
Находится в 23 километрах от районного центра и в 259 километрах от Брянска. В трёх километрах к северу и в шести к западу от деревни проходит государственная граница с Белоруссией.

## История
С 1861 по 1924 в Лотаковской волости Суражского (с 1921 - Клинцовского) уезда, в 1924-1929 в Заборской волости, с 1929 в Красногорском районе. В середине XX века - колхоз "Ново-Морозовка"; действовало сельпо, библиотека (с 1954 по 2010). С 1919 по 2005 в Морозовском сельсовете (до 1980-х годов - его центр).
В 1859 году в деревне находилось 62 двора, в которых проживало 327 человек. Из-за отсутствия в непосредственной близости водных объектов, водоснабжение деревни осуществлялось через колодцы.
В результате аварии на Чернобыльской АЭС 26 апреля 1986 года территория западной части района была загрязнена долгоживущими радионуклидами: плутонием, америцием, строением, цезием.
В 1986 году деревня попала в зону радиационного заражения в результате аварии на Чернобыльской АЭС. Относится к зоне проживания с льготным социально-экономическим статусом.

### Карты
- Деревня на карте 1871 года
- Деревня на карте 1907 года
- Деревня на карте 1914 года
- Деревня на карте 1935 года
- Деревня на карте 1989 года

## Транспорт
По состоянию на 2019 год, автобусное сообщение осуществляется маршрутом №105 (Красная Гора — Кибирщина) с одной из остановок в деревне Морозовка. В день производится два рейса.